# Chao Hu
Chao Hu (kinesiska: 巢湖) är en sjö i Kina. Den ligger i provinsen Anhui, i den östra delen av landet, omkring 46 kilometer sydost om provinshuvudstaden Hefei. Chao Hu ligger 5 meter över havet. Arean är 775 kvadratkilometer. Den sträcker sig 32,7 kilometer i nord-sydlig riktning, och 69,9 kilometer i öst-västlig riktning.
Följande samhällen ligger vid Chao Hu:
- Chaohu (138 463 invånare)

Genomsnittlig årsnederbörd är 1 611 millimeter. Den regnigaste månaden är juli, med i genomsnitt 295 mm nederbörd, och den torraste är december, med 45 mm nederbörd.